# Catalan-sejtés
A Catalan-sejtés vagy Mihăilescu-tétel a számelmélet egyszerűen megfogalmazható tétele, amelyet a belga Eugène Charles Catalan fogalmazott meg 1844-ben. A tétel szerint a 8 = 2³ és 9 = 3² az egyetlen példa közvetlen egymásutáni teljes hatványokra.
Másképpen a Catalan-sejtés azt állítja, hogy az
xa ‒ yb = 1
egyenlet egyetlen megoldása x,a,y,b > 1 egész számok esetén:
3²  ‒ 2³ = 1
Ez az egyik klasszikus példa úgynevezett exponenciális diofantoszi egyenletre. Könnyen látható, hogy elég azt az esetet belátni, amikor a, b prímszámok. Carl Ludwig Siegel egy 1929-es tételéből következik, hogy rögzített a, b esetén csak véges sok megoldás van. Robert Tijdeman 1976-ban, felhasználva Alan Baker logaritmusok lineáris kombinációira adott elméletét, bebizonyította, hogy összesen is csak véges sok ilyen számpár van. Végül Preda Mihǎilescu 2002-ben bebizonyította Catalan sejtését, tehát az most már sejtésből tétellé vált.

## Története
A probléma Gersonidészig követhető vissza, aki 1343-ban belátta azt az esetet, amikor x és y 2 vagy 3.
1976-ban Robert Tijdeman a transzcendenciaelmélet Baker-módszerét alkalmazta, és korlátokat adott a-ra és b-re, továbbá felülről becsülte mind a négy számot a és b függvényével és az addig ismert korlátok felhasználásával. A korlátra exp exp exp exp 730 adódott. Ezzel véges, de nagyszámú kivétellel megoldotta a Catalan-sejtést. A korlát kezelhetetlenül nagy, és a bizonyítás befejezése túl sok erőforrást igényelne.
Preda Mihăilescu 2002-ben befejezte a bizonyítást, és a Journal für die reine und angewandte Mathematik folyóiratban, 2004-ben publikálta. Nem a régebbi ötletet vitte tovább, hanem körosztási testeket és Galois-modulusokat használt. Yuri Bilu a Bourbaki-szemináriumon mutatta be a bizonyítást.

## Pillai-sejtés
A Pillai-sejtés a teljes hatványok különbségeivel foglalkozik. Subbayya Sivasankaranarayana Pillai indiai matematikus vetette fel, hogy a hatványszámok különbségei a végtelenbe tartanak. Ekvivalensen, minden pozitív egész véges sokszor áll elő két hatványszám különbségeként. Általánosabban, az A, B, C rögzített egészekre az {\displaystyle |Ax^{n}-By^{m}|\gg x^{\lambda n}} különbség minden λ-ra 1-nél kisebb.
Az általános sejtés az abc-sejtés következménye lenne.
Erdős Pál szerint van egy c szám, hogy ha d két n-edik hatvány különbsége, akkor elég nagy n-re d>nc.